# Torsberget
Torsberget är ett naturreservat i Forshaga kommun i Värmlands län.
Området är naturskyddat sedan 2014 och är 102 hektar stort. Reservatet består av grandominerad naturskog med gamla träd.